# 相模国分信号所
相模国分信号所（さがみこくぶしんごうしょ）は、神奈川県海老名市国分北2丁目にある相模鉄道（相鉄）の信号所。
現在は分岐点としての機能のみを有するが、「相鉄グループ要覧」などにおいては貨物駅と記されている。

## 歴史
- 1926年（大正15年）5月12日：神中鉄道線二俣川 - 厚木間の開業時に、相模国分駅として開設[3]。
- 1941年（昭和16年）11月25日：相模国分 - 海老名間が開業し、当駅の旅客営業が廃止されて貨物駅になる。これにより、相模国分 - 厚木間（現：相鉄厚木線）との分岐駅になった[3]。
- 1943年（昭和18年）4月1日：神中鉄道が相模鉄道と合併し、相模鉄道神中線（現：相鉄本線）の駅となる。
- 1970年（昭和45年）10月19日：車扱貨物営業を廃止し、信号所に格下げ[4]。

## 構造
海老名駅の手前より、複線の相鉄本線から単線の厚木線が分岐する。信号所構内の横浜方に信号所詰所がある。旅客用の設備は存在しない。

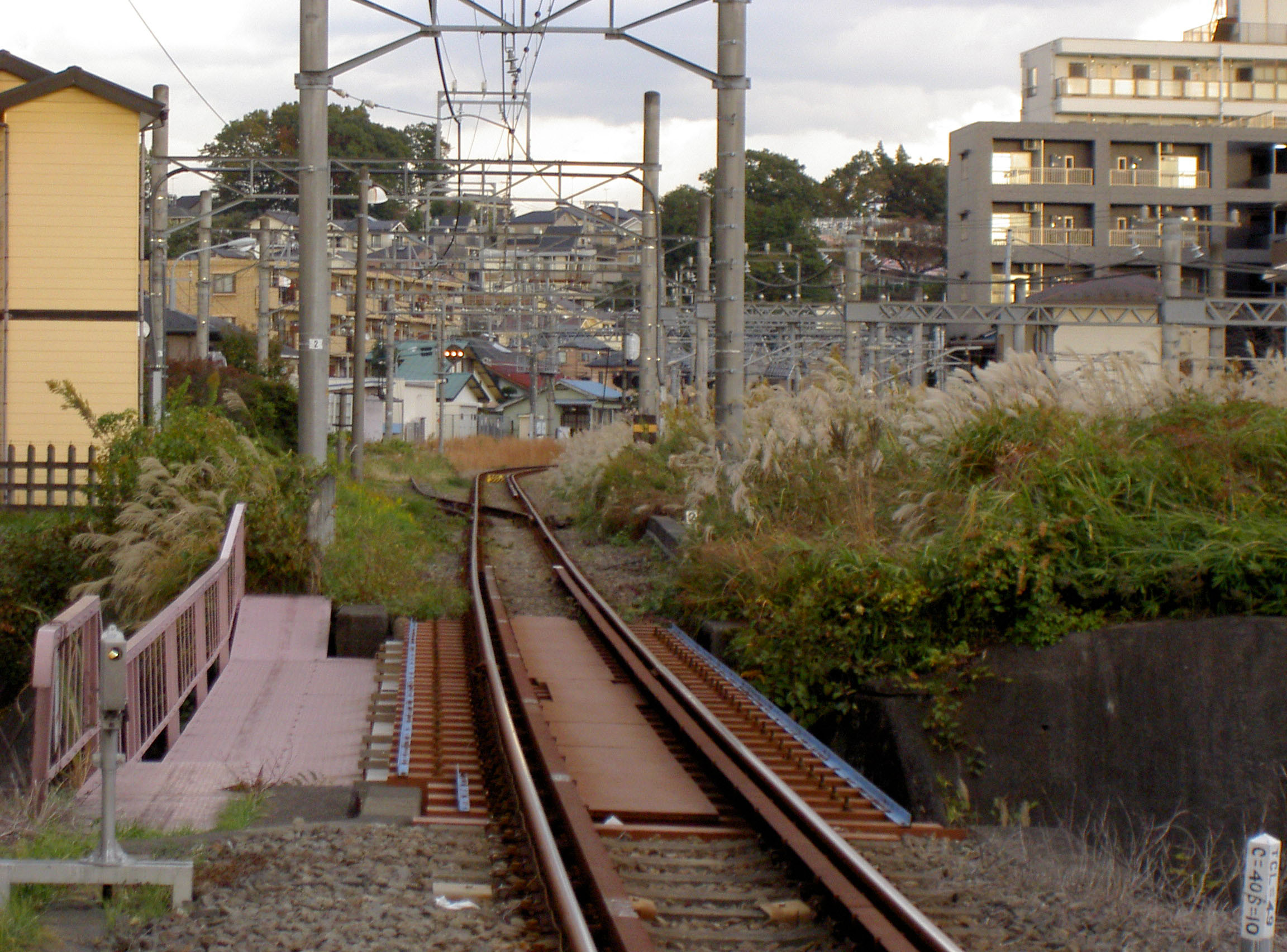
厚木線から遠望（2006年11月）
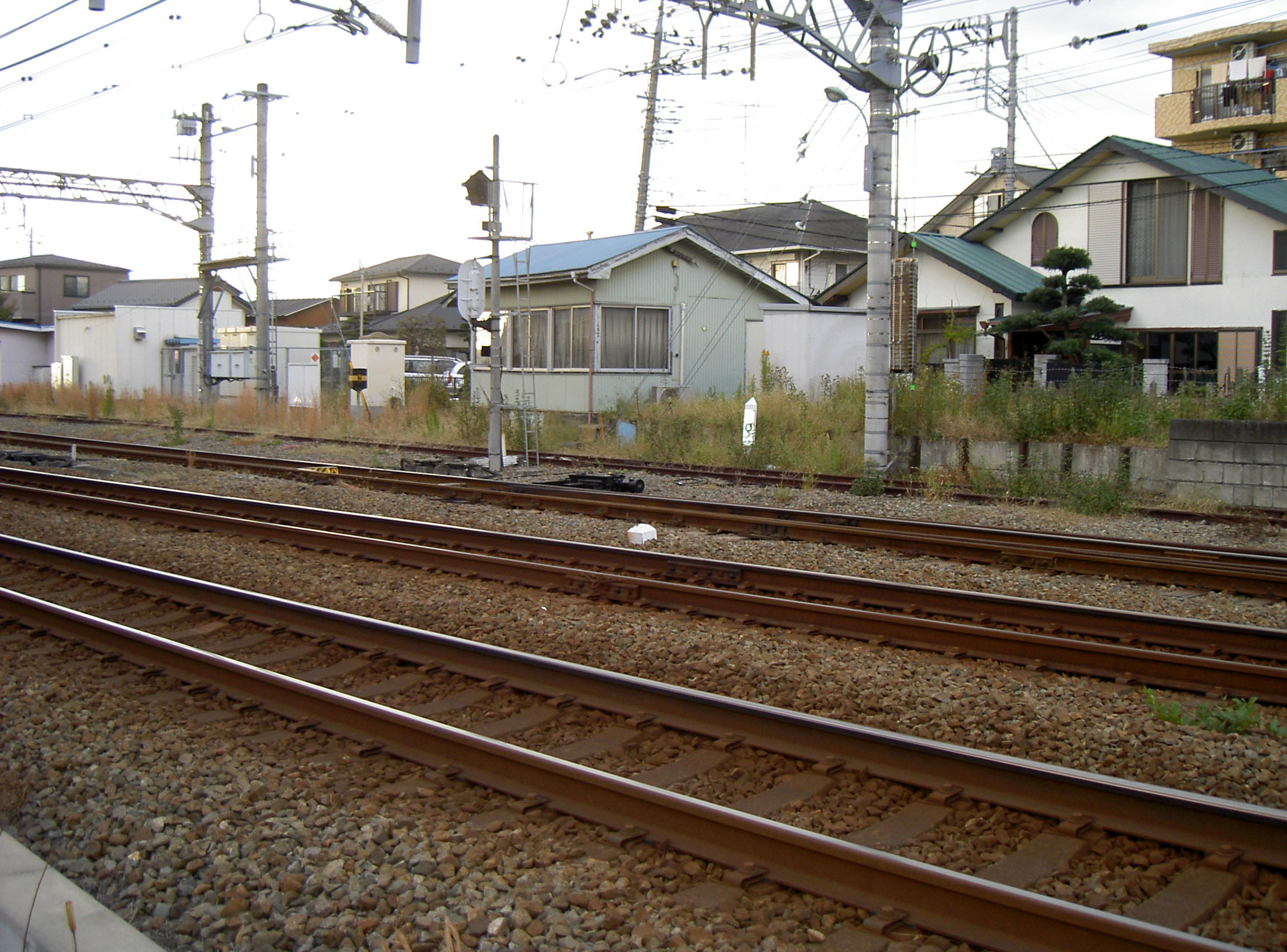
詰所（2006年11月）

## 周辺
- 神奈川県道407号杉久保座間線
- クリエイトSD海老名国分北店
- 清水寺公園
- 弥生神社
- 龍峰寺
- 相模国分尼寺跡

## 隣の駅
相模鉄道
 相鉄本線
かしわ台駅（SO17） - （相模国分信号所） - 海老名駅（SO18）
厚木線
（相模国分信号所） - 厚木駅（厚木操車場）